# Estádio Rapid-Giulești
O Estádio Rapid-Giulești (em romeno: Stadionul Rapid-Giulești), ou ainda Superbet Arena por razões de direitos de nome, é um estádio de futebol localizado em Bucareste, capital da Romênia. Oficialmente inaugurado em 26 de março de 2022, é de propriedade do Rapid Bucureşti, que manda ali seus jogos oficiais por competições nacionais e continentais. Sua capacidade máxima é de 14 047 espectadores.